# 베레진 적분
펠릭스 베레진의 이름을 딴 베레진 적분(영어: Berezin integral, 헤르만 그라스만의 이름을 따서 그라스만 적분이라고도 함)은 그라스만 수(외대수의 원소) 함수에 대한 적분을 정의하는 방법이다. 르베그 적분의 의미에서 적분이 아니다. "적분"이라는 단어가 사용되는 이유는 베레진 적분은 르베그 적분과 유사한 특성을 갖고 있고 페르미온의 역사에 대한 합으로 사용되는 물리학의 경로 적분을 확장하기 때문이다.

## 정의
{\displaystyle \Lambda ^{n}}를 반교환수 {\displaystyle \theta _{1},\dots ,\theta _{n}}들의 복소 다항식들의 외대수하고 하자.(생성원들의 순서 {\displaystyle \theta _{1},\dots ,\theta _{n}}가 고정되어 있으며 외대수의 방향을 정의한다.)

### 일변수
그라스만 변수 {\displaystyle \theta =\theta _{1}} 하나에 대한 베레진 적분은 선형 범함수
{\displaystyle \int [af(\theta )+bg(\theta )]\,d\theta =a\int f(\theta )\,d\theta +b\int g(\theta )\,d\theta ,\quad a,b\in \mathbb {C} }
로 정의된다. 여기서
{\displaystyle \int \theta \,d\theta =1,\qquad \int \,d\theta =0}
로 정의해서
{\displaystyle \int {\frac {\partial }{\partial \theta }}f(\theta )\,d\theta =0.}
이 성립하도록 한다. 이러한 성질은 적분을 유일하게 정의하고 다음을 의미한다.
{\displaystyle \int (a\theta +b)\,d\theta =a,\quad a,b\in \mathbb {C} .}
{\displaystyle f(\theta )=a\theta +b} 는 가장 일반적인 {\displaystyle \theta } 변수 함수이다. 그라스만 변수의 제곱은 0이 되기 때문에 {\displaystyle f(\theta )}는 1차를 넘어서는 0이 아닌 항을 가질 수 없다.

### 다변수
{\displaystyle \Lambda ^{n}}위의 베레진 적분은 모든 {\displaystyle f\in \Lambda ^{n}}에 대해 다음 성질들
{\displaystyle \int _{\Lambda ^{n}}\theta _{n}\cdots \theta _{1}\,\mathrm {d} \theta =1,}
{\displaystyle \int _{\Lambda ^{n}}{\frac {\partial f}{\partial \theta _{i}}}\,\mathrm {d} \theta =0,\ i=1,\dots ,n}
을 가진 유일한 선형 범함수 {\displaystyle \int _{\Lambda ^{n}}\cdot {\textrm {d}}\theta }로 정의된다.  여기서 {\displaystyle \partial /\partial \theta _{i}}는 왼쪽 또는 오른쪽 편도함수를 의미한다. 이러한 성질은 적분을 유일하게 정의한다.
문헌에는 다양한 관례가 존재한다. 일부 저자는 대신
{\displaystyle \int _{\Lambda ^{n}}\theta _{1}\cdots \theta _{n}\,\mathrm {d} \theta :=1.}
로 정의한다. 공식
{\displaystyle \int _{\Lambda ^{n}}f(\theta )\,\mathrm {d} \theta =\int _{\Lambda ^{1}}\left(\cdots \int _{\Lambda ^{1}}\left(\int _{\Lambda ^{1}}f(\theta )\,\mathrm {d} \theta _{1}\right)\,\mathrm {d} \theta _{2}\cdots \right)\mathrm {d} \theta _{n}}
은 푸비니 법칙을 표현한다. 오른쪽에는 단항식 {\displaystyle f=g(\theta ')\theta _{1}}의 내부 적분은 {\displaystyle g(\theta ')}로 설정되어 있다. 여기서 {\displaystyle \theta '=\left(\theta _{2},\ldots ,\theta _{n}\right)}이다. {\displaystyle f=g(\theta ')}의 적분은 사라진다. {\displaystyle \theta _{2}}과 그 이후의 변수들에 대한 적분은 비슷한 방법으로 계산된다.

### 그라스만 변수 변환
{\displaystyle \theta _{i}=\theta _{i}\left(\xi _{1},\ldots ,\xi _{n}\right),\ i=1,\ldots ,n,}를 어떤 반대칭 변수 {\displaystyle \xi _{1},\ldots ,\xi _{n}} 홀수 다항식리하 하자. 야코비 행렬은 행렬
{\displaystyle D=\left\{{\frac {\partial \theta _{i}}{\partial \xi _{j}}},\ i,j=1,\ldots ,n\right\}}
이다. 여기서 {\displaystyle \partial /\partial \xi _{j}} 오른쪽 편도함수을 나타낸다( {\displaystyle \partial (\theta _{1}\theta _{2})/\partial \theta _{2}=\theta _{1},\;\partial (\theta _{1}\theta _{2})/\partial \theta _{1}=-\theta _{2}} ). 좌표 변환 공식은 다음과 같다.
{\displaystyle \int f(\theta )\,\mathrm {d} \theta =\int f(\theta (\xi ))(\det D)^{-1}\,\mathrm {d} \xi .}

## 짝수 변수와 홀수 변수 적분하기

### 정의
이제   실 가환변수 {\displaystyle x=x_{1},\ldots ,x_{m}}의 함수들과 반교환 변수 {\displaystyle \theta _{1},\ldots ,\theta _{n}}들의 함수들의 대수 {\displaystyle \Lambda ^{m\mid n}}를 고려하자. (이를 {\displaystyle (m|n)}차원 자유 초대수라고 한다. ). 직관적으로 함수 {\displaystyle f=f(x,\theta )\in \Lambda ^{m\mid n}}는 m 짝수(보손, 교환) 변수와 n 홀수(페르미온, 반교환) 변수의 함수이다. 보다 공식적으로는 원소 {\displaystyle f=f(x,\theta )\in \Lambda ^{m\mid n}}는 열린 집합 {\displaystyle X\subset \mathbb {R} ^{m}}에서는 변하는 인수 {\displaystyle x}의 {\displaystyle \Lambda ^{n}} 대수의 값 함수이다. 이 함수가 연속적이고 콤팩트 집합 {\displaystyle K\subset \mathbb {R} ^{m}}의 여집합에서는 사라진다고 하자. 그러면  베레진 적분은 다음과 같다.
{\displaystyle \int _{\Lambda ^{m\mid n}}f(x,\theta )\,\mathrm {d} \theta \,\mathrm {d} x=\int _{\mathbb {R} ^{m}}\,\mathrm {d} x\int _{\Lambda ^{n}}f(x,\theta )\,\mathrm {d} \theta .}

### 짝수 변수와 홀수 변수의 변환
좌표 변환을 다음과 같이 해보자. {\displaystyle x_{i}=x_{i}(y,\xi ),\ i=1,\ldots ,m;\ \theta _{j}=\theta _{j}(y,\xi ),j=1,\ldots ,n,} 여기서 {\displaystyle x_{i}}는 짝수이고 {\displaystyle \theta _{j}}들은 짝수 변수 {\displaystyle y}에 따라 바뀌는 {\displaystyle \xi }의 홀수 다항식이다. 이 변환의 야코비 행렬은 블록 형식을 갖는다.
{\displaystyle \mathrm {J} ={\frac {\partial (x,\theta )}{\partial (y,\xi )}}={\begin{pmatrix}A&B\\C&D\end{pmatrix}},}
여기서 각 짝수 도함수 {\displaystyle \partial /\partial y_{j}}들은 대수 {\displaystyle \Lambda ^{m\mid n}}의 모든 원소와 가환이다. 홀수 도함수는 짝수 원소와 가환이고 홀수 원소와 반교환 한다. 대각선 블록의 성분{\displaystyle A=\partial x/\partial y}와 {\displaystyle D=\partial \theta /\partial \xi }은 짝수이고 대각선을 벗어난 블록의 성분 {\displaystyle B=\partial x/\partial \xi ,\ C=\partial \theta /\partial y}들은 홀수 함수들이다. 여기서 {\displaystyle \partial /\partial \xi _{j}}는 다시 오른쪽 도함수를 의미한다.
이제 행렬 {\displaystyle \mathrm {J} }의 베레지니안 (또는 초행렬식)이 필요하다. 이는 {\displaystyle \det D}가 {\displaystyle \Lambda ^{m\mid n}}에서 역행렬이 존재할 때 짝수 함수
{\displaystyle \operatorname {Ber} \mathrm {J} =\det \left(A-BD^{-1}C\right)\det D^{-1}}
이다. 실함수 {\displaystyle x_{i}=x_{i}(y,0)}가 {\displaystyle \mathbb {R} ^{m}}의 열린 집합 {\displaystyle X,Y} 에 대해 역사상을 가지는 매끄러운 사상 {\displaystyle F:Y\to X}을 정의한다고 하자. 그리고 사상의 선형 부분 {\displaystyle \xi \mapsto \theta =\theta (y,\xi )}은 {\displaystyle y\in Y} 각각에 대해 역사상이 존재한다고 하자. 베레진 적분에 대한 일반 변환 법칙은 다음과 같다.
{\displaystyle {\begin{aligned}&\int _{\Lambda ^{m\mid n}}f(x,\theta )\,\mathrm {d} \theta \,\mathrm {d} x=\int _{\Lambda ^{m\mid n}}f(x(y,\xi ),\theta (y,\xi ))\varepsilon \operatorname {Ber} \mathrm {J} \,\mathrm {d} \xi \,\mathrm {d} y\\[6pt]={}&\int _{\Lambda ^{m\mid n}}f(x(y,\xi ),\theta (y,\xi ))\varepsilon {\frac {\det \left(A-BD^{-1}C\right)}{\det D}}\,\mathrm {d} \xi \,\mathrm {d} y,\end{aligned}}}
여기서 {\displaystyle \varepsilon =\mathrm {sgn} (\det \partial x(y,0)/\partial y} )는 사상 {\displaystyle F}의 방향을 나타내는 기호이다.  중첩 {\displaystyle f(x(y,\xi ),\theta (y,\xi ))}은 함수 {\displaystyle x_{i}(y,\xi )}가 {\displaystyle \xi }에 독립적일 때 명백하게 정의된다. 일반적인 경우에는 {\displaystyle x_{i}(y,\xi )=x_{i}(y,0)+\delta _{i},}과 같이 쓴다.  여기서 {\displaystyle \delta _{i},i=1,\ldots ,m}는 심지어는 {\displaystyle \Lambda ^{m\mid n}}의 멱영원들이다. 그리고
{\displaystyle f(x(y,\xi ),\theta )=f(x(y,0),\theta )+\sum _{i}{\frac {\partial f}{\partial x_{i}}}(x(y,0),\theta )\delta _{i}+{\frac {1}{2}}\sum _{i,j}{\frac {\partial ^{2}f}{\partial x_{i}\,\partial x_{j}}}(x(y,0),\theta )\delta _{i}\delta _{j}+\cdots ,}
라 둔다. 여기서 테일러 급수는 유한하다.

## 유용한 공식
가우스 적분에 대한 다음 공식은 양자장론의 경로 적분 공식화에 자주 사용된다. 복소 {\displaystyle n\times n} 행렬 {\displaystyle A}에 대해,
- {\displaystyle \int \exp \left[-\theta ^{T}A\eta \right]\,d\theta \,d\eta =\det A}

복소 반대칭 {\displaystyle n\times n} 행렬 {\displaystyle M}과  {\displaystyle (\mathrm {Pf} \,M)^{2}=\det M}이 성립하는 {\displaystyle M}의 파피안 {\displaystyle \mathrm {Pf} \,M}에 대해
- {\displaystyle \int \exp \left[-{\tfrac {1}{2}}\theta ^{T}M\theta \right]\,d\theta ={\begin{cases}\mathrm {Pf} \,M&n{\mbox{ even}}\\0&n{\mbox{ odd}}\end{cases}}}

.
위의 공식에서 표기법 {\displaystyle d\theta =d\theta _{1}\cdots \,d\theta _{n}}이 사용되었다. 이러한 공식에서 다른 유용한 공식이 나온다(의 부록 A 참조). :
- {\displaystyle \int \exp \left[\theta ^{T}A\eta +\theta ^{T}J+K^{T}\eta \right]\,d\eta _{1}\,d\theta _{1}\dots d\eta _{n}d\theta _{n}=\det A\,\,\exp[-K^{T}A^{-1}J]}

여기서 {\displaystyle A}는 {\displaystyle n\times n}  가역 행렬이다. 이러한 적분은 모두 분할 함수의 형태라는 점에 유의하라.

## 역사
교환 및 반교환 변수와의 적분에 대한 수학적 이론은 펠릭스 베레진에 의해 창안되고 개발되었다. 1956년 David John Candlin 이 몇 가지 중요한 초기 통찰력을 제시했다. 물리학자 Khalatnikov (그의 논문에는 실수가 포함되어 있음), Matthews 및 Salam, 및 Martin을 포함한 다른 저자들이 이러한 발전에 기여했다.

## 같이 보기
- 초다양체
- 베레진 행렬식

## 더 읽어보기
- Theodore Voronov: Geometric integration theory on Supermanifolds, Harwood Academic 출판사,ISBN 3-7186-5199-8
- Berezin, Felix Alexandrovich: Introduction to Superanalysis, Springer 네덜란드,ISBN 978-90-277-1668-2